# Иббенбюрен
И́ббенбю́рен (нем. Ibbenbüren) — город в Германии, в земле Северный Рейн-Вестфалия.
Подчинён административному округу Мюнстер. Входит в состав района Штайнфурт. Население составляет 51 581 человека (на 2009 года). Занимает площадь 108,54 км². Официальный код — 05 5 66 028.

## География
Город расположен на северо-западном конце Тевтобурга. Средняя высота составляет 75 м над уровнем моря.
Город подразделяется на 9 городских районов. Ниже приведён их перечень с сортировкой по численности населения (по состоянию на 30 июня 2006 года).

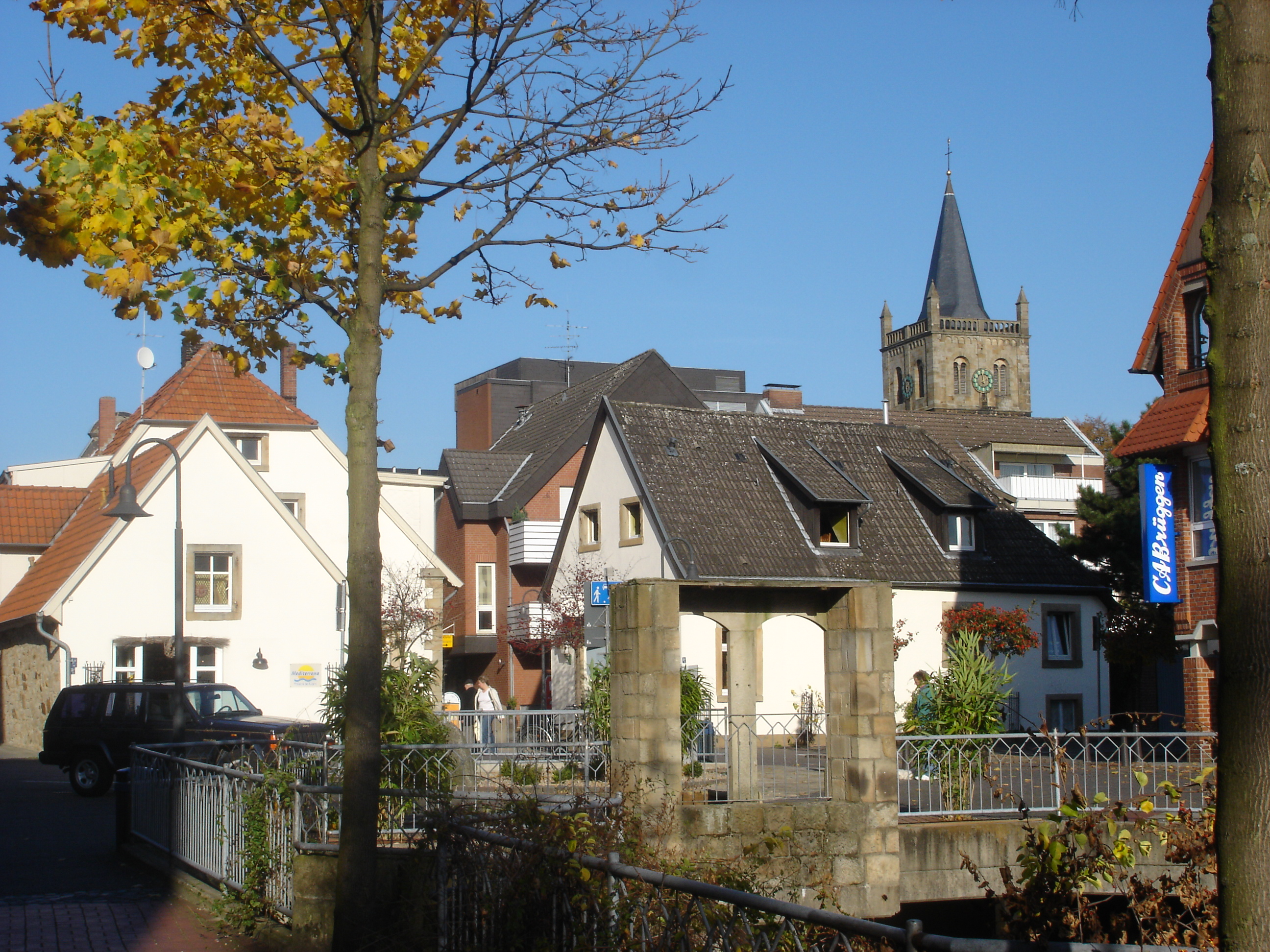
Иббенбюрен — панорама.

| Район                 | Жители | Изменение по сравнению с предыдущим годом |
| --------------------- | ------ | ----------------------------------------- |
| Innenstadt            | 22.765 | +262                                      |
| Laggenbeck/Osterledde | 9.453  | +79                                       |
| Püsselbüren           | 4.795  | −49                                       |
| Bockraden             | 4.755  | +12                                       |
| Alstedde/Schafberg    | 3.852  | +59                                       |
| Dickenberg            | 3.333  | +30                                       |
| Lehen/Schierloh       | 1.507  | +9                                        |
| Dörenthe              | 1.407  | −8                                        |
| Uffeln                | 771    | +12                                       |

### Расширение границ города
В последнее десятилетие численность населения города непрерывно растет. В связи с этим территория города постоянно увеличивается. Можно выделить два основных направления расширения границ:
- Западное

Новое соединение автомагистрали на Иббенбюрен в городском районе Schierloh. Развитие новых промышленных и сервисных компаний будет производиться в западном направлении от города. Также идёт строительство нового жилья в направлении Пюссельбюрен.
- Восточное / Юго-Восточное

В связи с расширением в центральной части города на востоке и одновременным расширением зоны Laggenbeck западу, за счёт постройки новых зданий, районы медленно приближаются навстречу друг другу. Хотя официальные расстояние между центром и линией Laggenbeck на дорогах составляет пять километров, реально оно составляет уже около двух километров.
Официально в соответствии с § 4, пункт 2 муниципального закона, Иббенбюрен является средним уездным городом. После реформы муниципального кодекса в 2007 году городу разрешено подать заявление на статус великого города. В этом случае у города появится значительно больше возможностей и полномочий.

## История

### Название

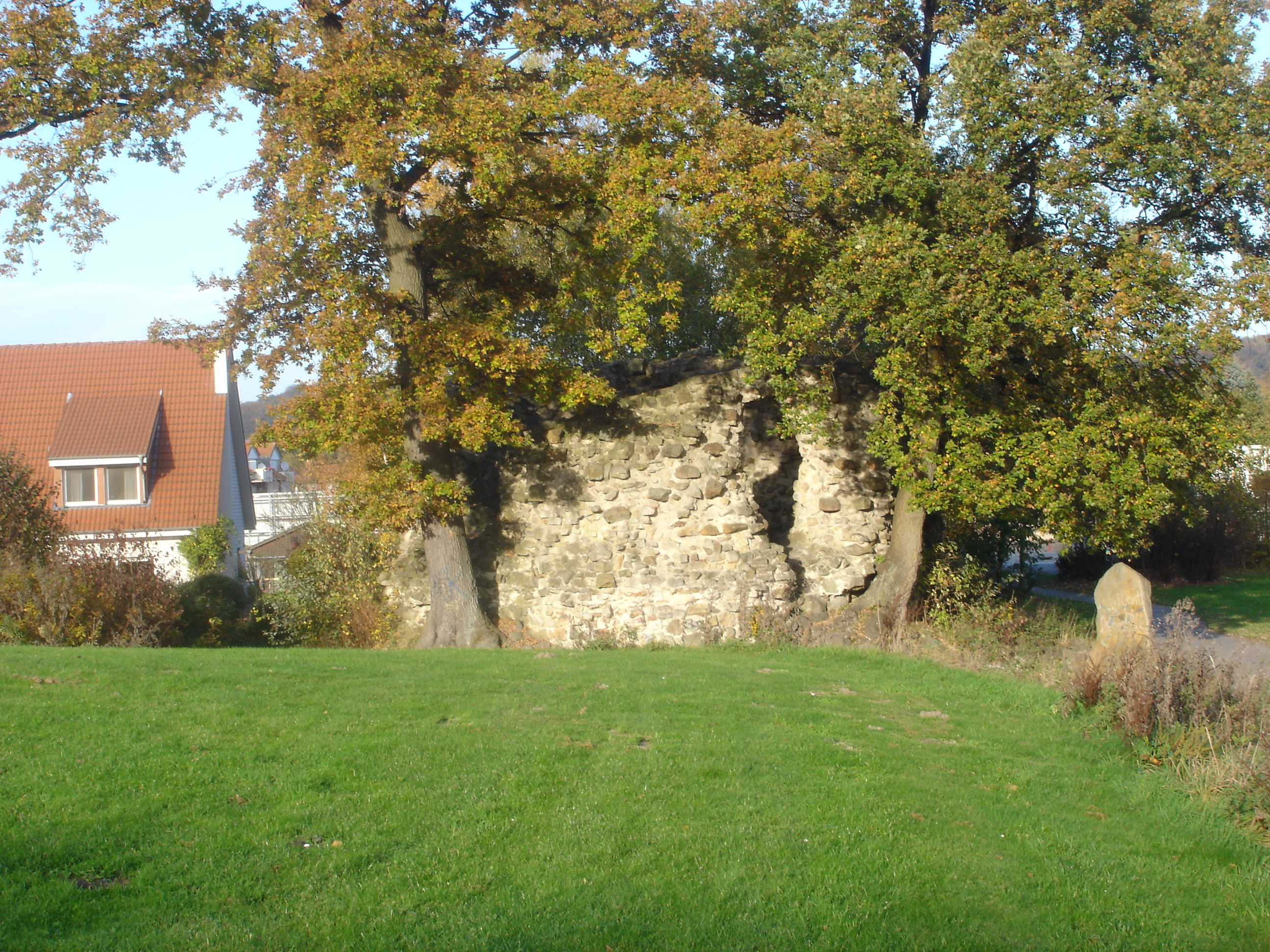
Руины Языческой Башни в г. Иббенбюрен

Точно не известно, когда появилось название города и что оно означает. Существуют предположения, исходящие из двух составляющих слова — Иббен- и -бюрен.
Слово -бюрен происходит из старогермаского языка и имеет значения избушка, сельский двор или хутор. Первое слово, Иббен-, объяснить куда труднее. Имеется множество версий; согласно наиболее правдоподобной, в древности среди германских народов было очень распространено имя Иббо или же Иббу. Люди, носящие это имя, считались благородными и мужественными. Исходя из этого, на современный язык название Иббенбюрен можно перевести как «Поселение Иббы» или «Хутор Иббы». В настоящее время имя Иббо не употребляется.

### Первое упоминание
Впервые город Иббенбюрен упоминается в почётной грамоте 14 апреля 1146 года, когда Фи́липп фо́н Ка́тценельнбо́ген (нем. Philipp von Katzenelnbogen), епископ из Оснабрюка, благословил Оснабрюкский монастырь Святой Гертруды (нем. Getrudenkloster) частью церковных налогов верующих прихожан поселения Иббенбюрен. Хотя другой церковный документ 1348 года свидетельствует об основании поместной церкви в 799 году, всё же официальной датой основания города Иббенбюрен считается 1146 год.

## Экономика
В городе Иббенбюрен находится последняя шахта Рурской области 

## Фотографии

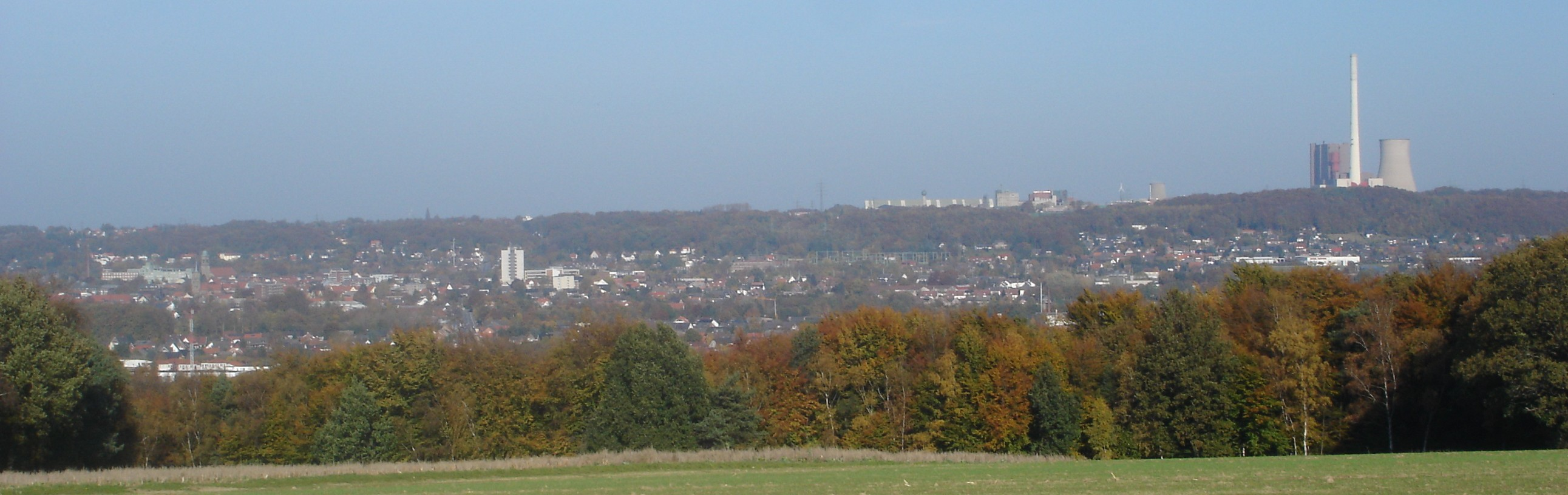
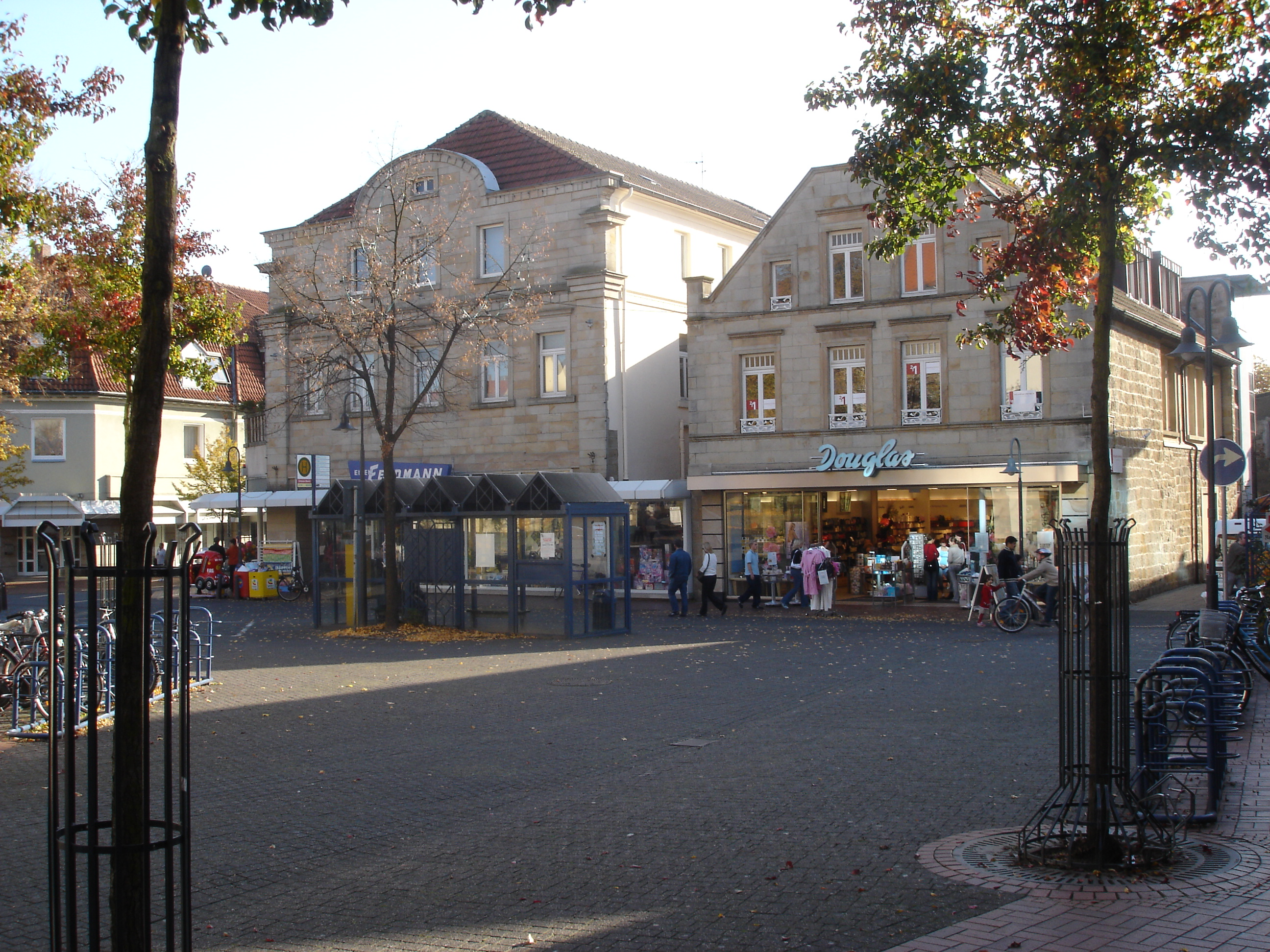
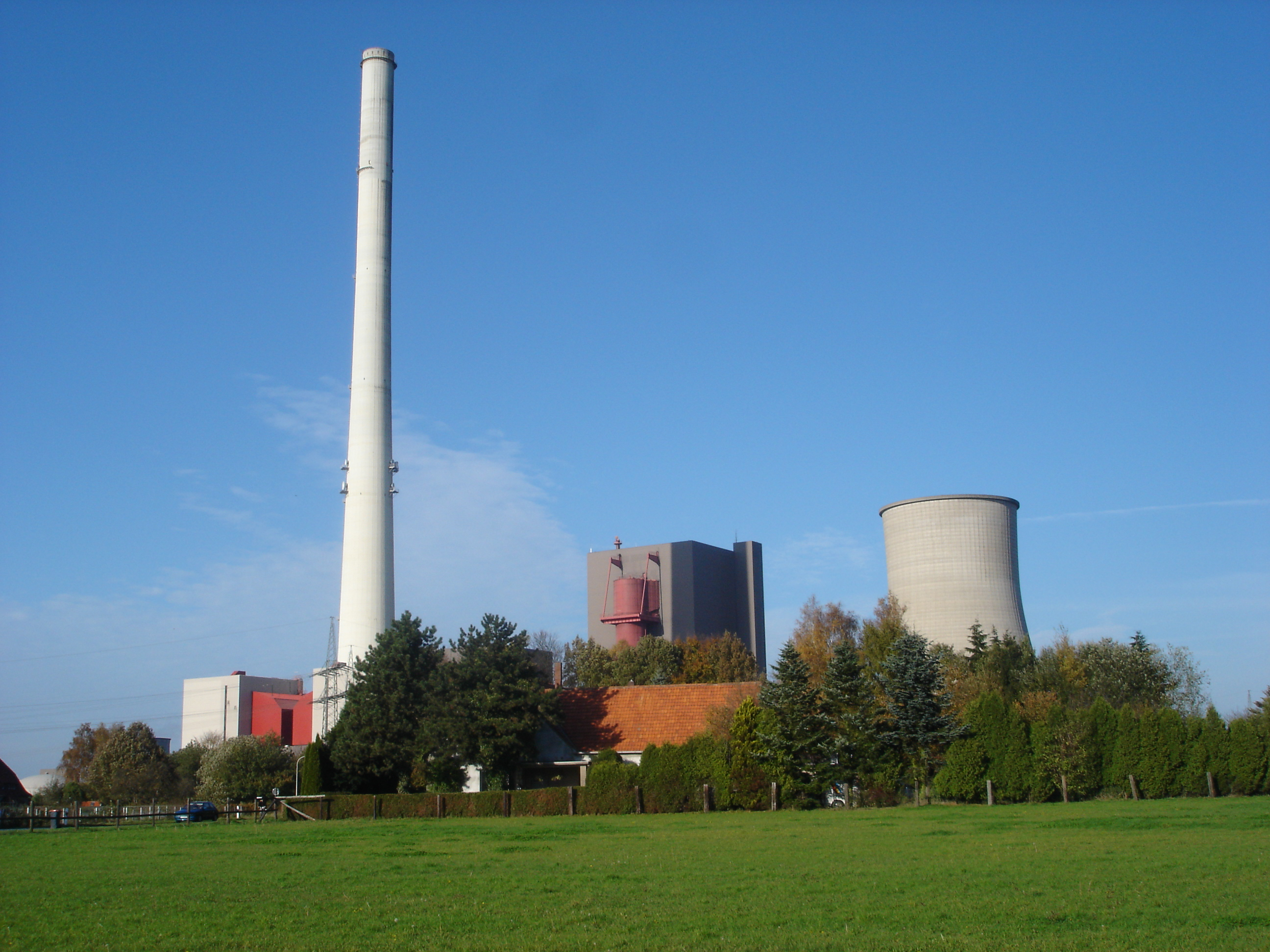
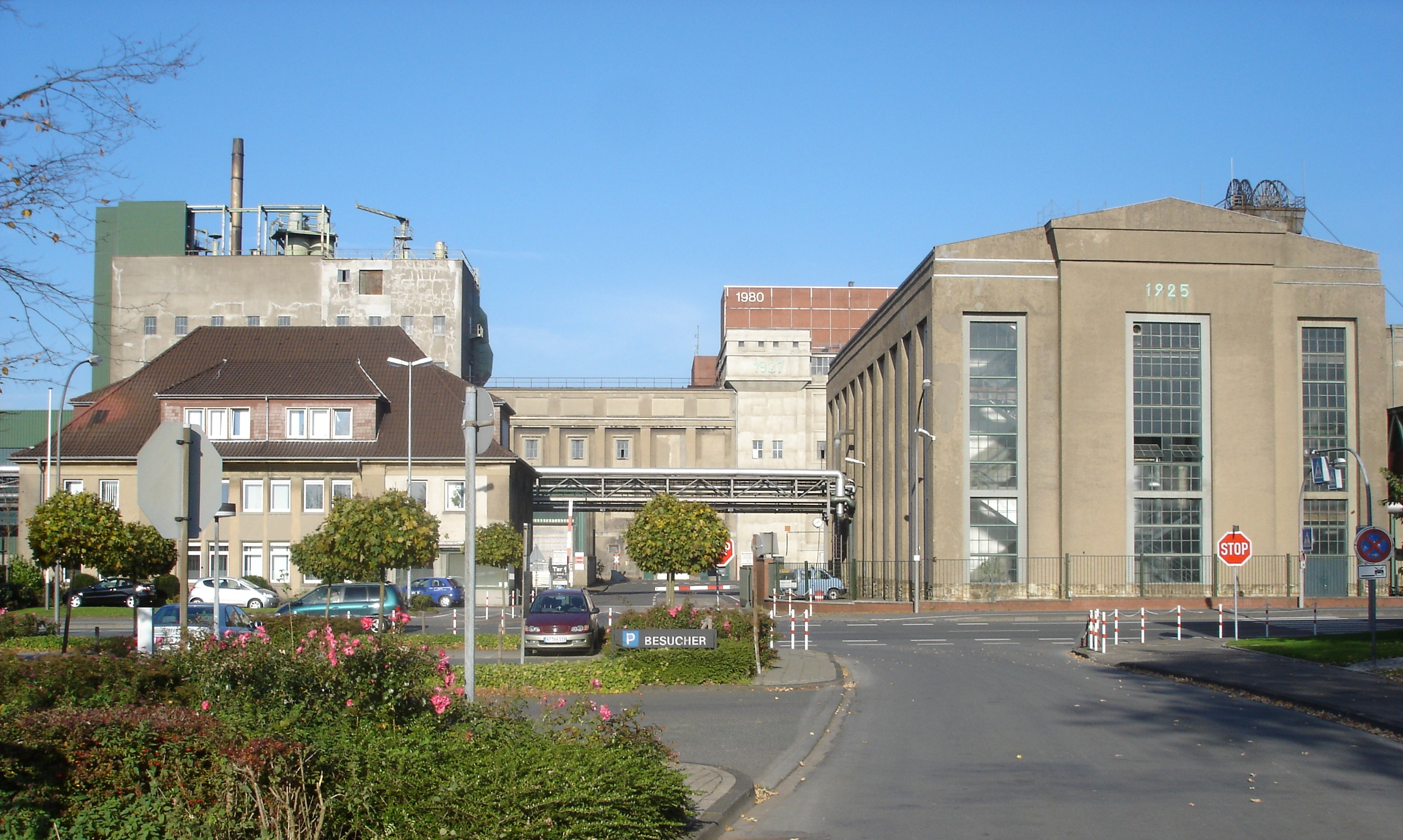
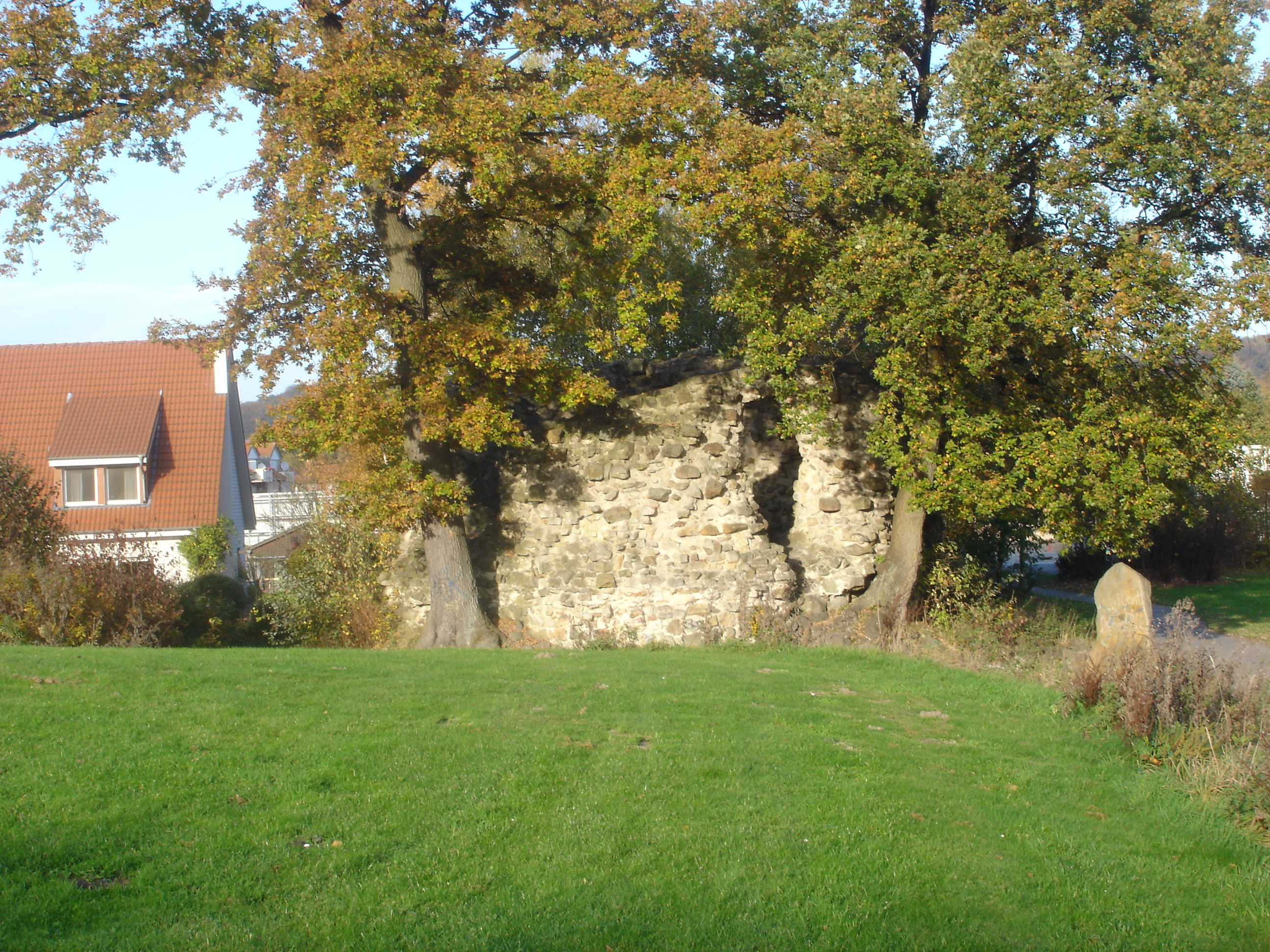
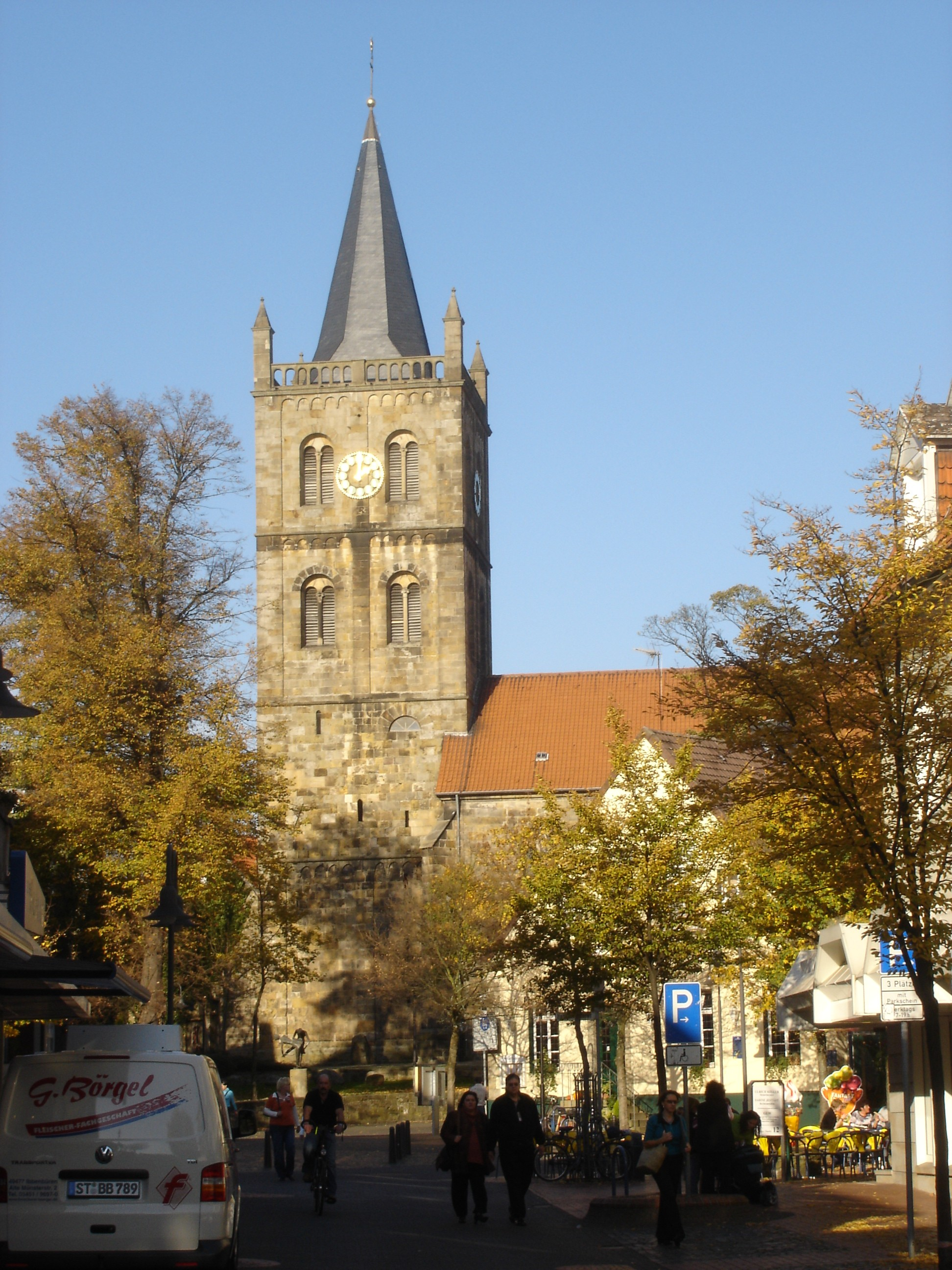
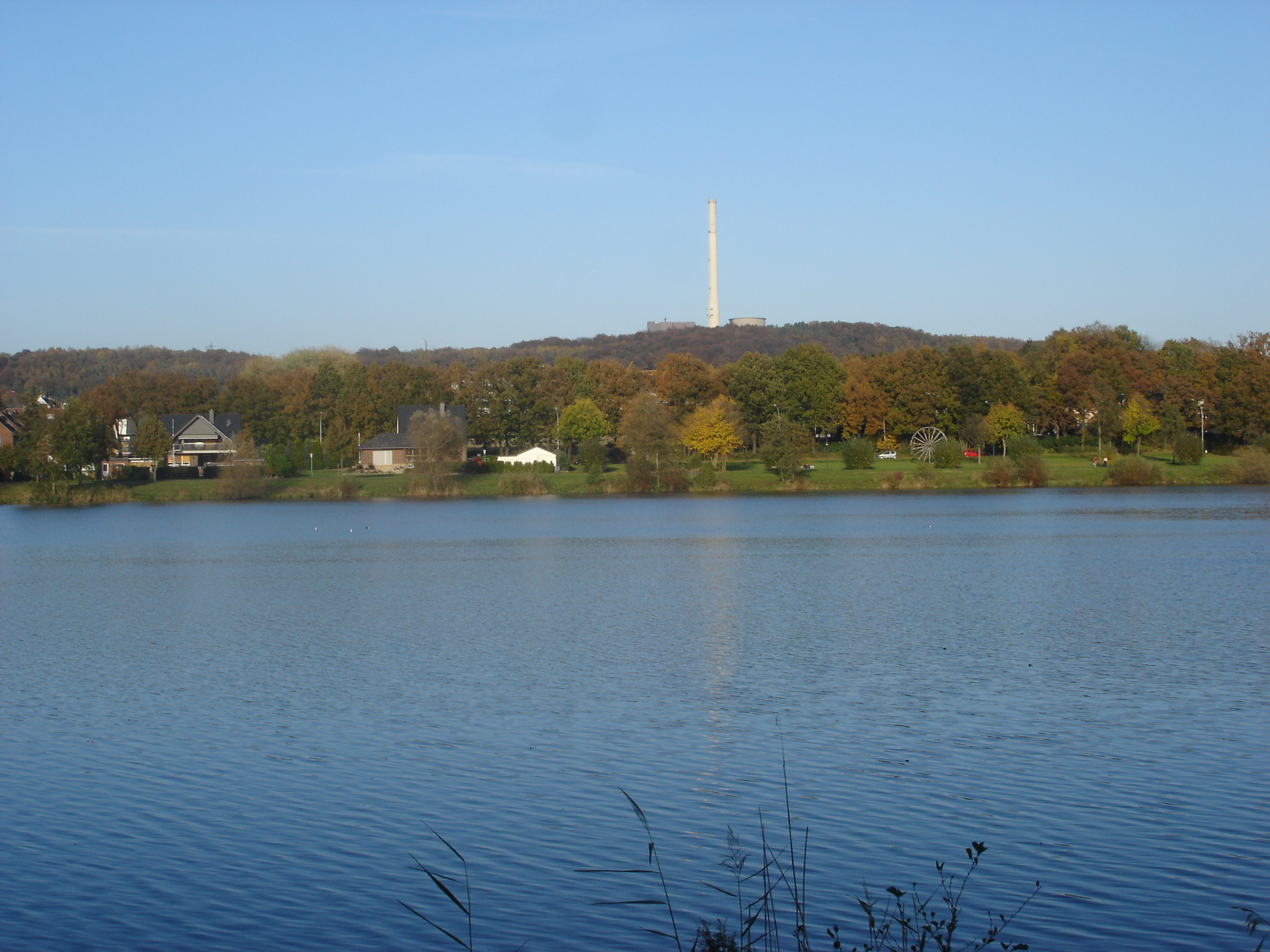